# Beryl Junction
Beryl Junction es un lugar designado por el censo situado en el condado de Iron, Utah  (Estados Unidos). Según el censo de 2010 tenía una población de 197 habitantes.

## Demografía
Según el censo de 2010, Beryl Junction tenía una población en la que el 54,3% eran blancos, 0,0% afroamericanos, 3,6% amerindios, 0,0% asiáticos, 0,0% isleños del Pacífico, el 38,1% de otras razas, y el 4,1% pertenecían a dos o más razas. Del total de la población el 51,8% eran hispanos o latinos de cualquier raza.